# Carlos Varas
Carlos Varas Martínez (* 14. September 1970 in Santiago de Chile) ist ein früherer chilenischer Biathlet.
Carlos Varas bestritt seine ersten internationalen Spitzenrennen zum Auftakt der Saison 2000/2001 bei Weltcups, die in Hochfilzen und Antholz ausgetragen wurden. Sein erstes Rennen, ein Einzel, beendete er als 111. von 112 Startern. Gegen Ende der Saison konnte er in Salt Lake City mit einem 90. Platz in einem Einzel sein bestes Weltcup-Resultat erzielen. Höhepunkt der Saison wurde die Teilnahme an den Militär-Skiweltmeisterschaften 2001 in Jericho, wo der Chilene 76. des Sprints wurde. Die Saison 2001/02 wurde Varas' zweite und zugleich letzte internationale Saison, die mit dem Karrierehöhepunkt, den Olympischen Winterspielen von Salt Lake City, gekrönt wurde. Varas war neben Claudia Barrenechea bei den Frauen der erste Chilene, der an olympischen Biathlonwettbewerben startete. Bislang ist er zudem neben Marco Zúñiga der einzige männliche olympische Biathlet aus Chile. Bei den Wettkämpfen in Soldier Hollow wurde er sowohl im Einzel wie im Sprint 86. und damit Letzter.

## Biathlon-Weltcup-Platzierungen
Die Tabelle zeigt alle Platzierungen (je nach Austragungsjahr einschließlich Olympische Spiele und Weltmeisterschaften).
- 1.–3. Platz: Anzahl der Podiumsplatzierungen
- Top 10: Anzahl der Platzierungen unter den ersten zehn (einschließlich Podium)
- Punkteränge: Anzahl der Platzierungen innerhalb der Punkteränge (einschließlich Podium und Top 10)
- Starts: Anzahl gelaufener Rennen in der jeweiligen Disziplin

| Platzierung                  | Einzel | Sprint | Verfolgung | Massenstart | Staffel | Gesamt |
| ---------------------------- | ------ | ------ | ---------- | ----------- | ------- | ------ |
| 1. Platz                     |        |        |            |             |         |        |
| 2. Platz                     |        |        |            |             |         |        |
| 3. Platz                     |        |        |            |             |         |        |
| Top 10                       |        |        |            |             |         |        |
| Punkteränge                  |        |        |            |             |         |        |
| Starts                       | 6      | 7      |            |             |         | 13     |
| Stand: nach dem Karriereende |        |        |            |             |         |        |